# ヘル・アンド・バック・アゲイン
『ヘル・アンド・バック・アゲイン』（原題：Hell and Back Again）は2011年の米国のドキュメンタリー映画。アフガン戦争帰還兵の葛藤を描いた作品。監督・撮影はダンファン・デニス。第84回アカデミー賞長編ドキュメンタリー映画賞にノミネートされた。また、2011年サンダンス映画祭では二つの賞を獲得した。

## 製作
戦場カメラマンでもあるダンファン・デニスは、愛用するデジタル一眼レフカメラ、キヤノン EOS 5D Mark IIを特製のスタビライザーに取り付けて単身で撮影を行った。内蔵マイクが使い物にならなかったため、音声は外部マイクロフォンで録音した。

## 受賞歴
| 賞               | 日付          | 部門                                           | 対象                                 | 結果       |
| ---------------- | ------------- | ---------------------------------------------- | ------------------------------------ | ---------- |
| サンダンス映画祭 | 2011年1月29日 | ワールド・シネマ審査員大賞（ドキュメンタリー） | ダンファン・デニス                   | 受賞       |
| サンダンス映画祭 | 2011年1月29日 | ワールド・シネマ撮影賞（ドキュメンタリー）     | ダンファン・デニス                   | 受賞       |
| アカデミー賞     | 2012年2月26日 | 長編ドキュメンタリー映画賞                     | ダンファン・デニス、マイク・ラーナー | ノミネート |